# Liste des coureurs du Tour de France 2013
Cette page dresse la liste des coureurs du Tour de France 2013. Les 198 coureurs sont répartis dans 22 équipes.

## Liste des coureurs
La liste ci-dessous présente les coureurs inscrits par numéro de dossard,,.
| Légende                             | Légende                                                                                         | Légende                                | Légende                                                                                                  |
| ----------------------------------- | ----------------------------------------------------------------------------------------------- | -------------------------------------- | --- |
| Num                                 | Dossard de départ porté par le coureur sur ce Tour de France                                    | Pos                                    | Position finale au classement général                                                                    |
| Leader du classement général        | Indique le vainqueur du classement général                                                      | Leader du classement par points        | Indique le vainqueur du classement par points                                                            |
| Leader du classement de la montagne | Indique le vainqueur du classement de la montagne                                               | Leader du classement du meilleur jeune | Indique le vainqueur du classement du meilleur jeune                                                     |
| Meilleure équipe                    | Indique la meilleure équipe                                                                     | Super combatif                         | Indique le super combatif                                                                                |
|                                     | Indique un maillot de champion national ou mondial, suivi de sa spécialité                      | NP                                     | Indique un coureur qui n'a pas pris le départ d'une étape, suivi du numéro de l'étape où il s'est retiré |
| AB                                  | Indique un coureur qui n'a pas terminé une étape, suivi du numéro de l'étape où il s'est retiré | HD                                     | Indique un coureur qui a terminé une étape hors des délais, suivi du numéro de l'étape                   |
| EX                                  | Coureur exclu pour non-respect du règlement, suivi du numéro de l'étape                         | *                                      | Indique un coureur en lice pour le classement du meilleur jeune (coureurs nés après le )                 |

| Sky SKY                                              | Sky SKY                          | Sky SKY |
| ---------------------------------------------------- | -------------------------------- | ------- |
| Num                                                  | Coureur                          | Pos     |
| 1                                                    | Christopher Froome (GBR)         | 1er     |
| 2                                                    | Edvald Boasson Hagen (NOR) (Clm) | NP-13   |
| 3                                                    | Peter Kennaugh (GBR)*            | 77e     |
| 4                                                    | Vasil Kiryienka (BLR)            | HD-9    |
| 5                                                    | David López García (ESP)         | 127e    |
| 6                                                    | Richie Porte (AUS)               | 19e     |
| 7                                                    | Kanstantsin Siutsou (BLR) (Clm)  | 90e     |
| 8                                                    | Ian Stannard (GBR)               | 135e    |
| 9                                                    | Geraint Thomas (GBR)             | 140e    |
| Directeurs sportifs : Nicolas Portal, Servais Knaven |                                  |         |

| Cannondale CAN                                      | Cannondale CAN             | Cannondale CAN |
| --------------------------------------------------- | -------------------------- | -------------- |
| Num                                                 | Coureur                    | Pos            |
| 11                                                  | Peter Sagan (SVK)* (Route) | 82e            |
| 12                                                  | Maciej Bodnar (POL) (Clm)  | 114e           |
| 13                                                  | Alessandro De Marchi (ITA) | 71e            |
| 14                                                  | Ted King (USA)             | HD-4           |
| 15                                                  | Kristjan Koren (SLO)       | 100e           |
| 16                                                  | Alan Marangoni (ITA)       | 111e           |
| 17                                                  | Moreno Moser (ITA)*        | 94e            |
| 18                                                  | Fabio Sabatini (ITA)       | 117e           |
| 19                                                  | Brian Vandborg (DEN) (Clm) | 155e           |
| Directeurs sportifs : Stefano Zanatta, Mario Scirea |                            |                |

| Lotto-Belisol LTB                                 | Lotto-Belisol LTB           | Lotto-Belisol LTB |
| ------------------------------------------------- | --------------------------- | ----------------- |
| Num                                               | Coureur                     | Pos               |
| 21                                                | Jurgen Van den Broeck (BEL) | NP-6              |
| 22                                                | Lars Ytting Bak (DEN)       | 108e              |
| 23                                                | Bart De Clercq (BEL)        | 38e               |
| 24                                                | André Greipel (GER) (Route) | 129e              |
| 25                                                | Adam Hansen (AUS)           | 72e               |
| 26                                                | Gregory Henderson (NZL)     | 162e              |
| 27                                                | Jürgen Roelandts (BEL)      | 160e              |
| 28                                                | Marcel Sieberg (GER)        | AB-19             |
| 29                                                | Frederik Willems (BEL)      | 163e              |
| Directeurs sportifs : Herman Frison, Marc Wauters |                             |                   |

| BMC Racing BMC                                     | BMC Racing BMC                 | BMC Racing BMC |
| -------------------------------------------------- | ------------------------------ | -------------- |
| Num                                                | Coureur                        | Pos            |
| 31                                                 | Cadel Evans (AUS)              | 39e            |
| 32                                                 | Brent Bookwalter (USA)         | 91e            |
| 33                                                 | Marcus Burghardt (GER)         | 98e            |
| 34                                                 | Philippe Gilbert (BEL) (Route) | 62e            |
| 35                                                 | Amaël Moinard (FRA)            | 56e            |
| 36                                                 | Steve Morabito (SUI)           | 35e            |
| 37                                                 | Manuel Quinziato (ITA)         | 85e            |
| 38                                                 | Michael Schär (SUI) (Route)    | NP-9           |
| 39                                                 | Tejay van Garderen (USA)*      | 45e            |
| Directeurs sportifs : John Lelangue, Fabio Baldato |                                |                |

| RadioShack-Leopard RLT                             | RadioShack-Leopard RLT | RadioShack-Leopard RLT |
| -------------------------------------------------- | ---------------------- | ---------------------- |
| Num                                                | Coureur                | Pos                    |
| 41                                                 | Andy Schleck (LUX)     | 20e                    |
| 42                                                 | Jan Bakelants (BEL)    | 18e                    |
| 43                                                 | Laurent Didier (LUX)   | 53e                    |
| 44                                                 | Tony Gallopin (FRA)*   | 58e                    |
| 45                                                 | Markel Irizar (ESP)    | 103e                   |
| 46                                                 | Andreas Klöden (GER)   | 30e                    |
| 47                                                 | Maxime Monfort (BEL)   | 14e                    |
| 48                                                 | Jens Voigt (GER)       | 67e                    |
| 49                                                 | Haimar Zubeldia (ESP)  | 36e                    |
| Directeurs sportifs : Kim Andersen, Alain Gallopin |                        |                        |

| Europcar EUC                                          | Europcar EUC                  | Europcar EUC |
| ----------------------------------------------------- | ----------------------------- | ------------ |
| Num                                                   | Coureur                       | Pos          |
| 51                                                    | Pierre Rolland (FRA)          | 24e          |
| 52                                                    | Yukiya Arashiro (JPN) (Route) | 99e          |
| 53                                                    | Jérôme Cousin (FRA)*          | 156e         |
| 54                                                    | Cyril Gautier (FRA)           | 32e          |
| 55                                                    | Yohann Gène (FRA)             | 158e         |
| 56                                                    | Davide Malacarne (ITA)        | 49e          |
| 57                                                    | Kévin Réza (FRA)*             | 134e         |
| 58                                                    | David Veilleux (CAN)          | 123e         |
| 59                                                    | Thomas Voeckler (FRA)         | 65e          |
| Directeurs sportifs : Andy Flickinger, Ismaël Mottier |                               |              |

| Astana AST                                           | Astana AST               | Astana AST |
| ---------------------------------------------------- | ------------------------ | ---------- |
| Num                                                  | Coureur                  | Pos        |
| 61                                                   | Janez Brajkovič (SLO)    | NP-7       |
| 62                                                   | Assan Bazayev (KAZ)      | 168e       |
| 63                                                   | Jakob Fuglsang (DEN)     | 7e         |
| 64                                                   | Enrico Gasparotto (ITA)  | 95e        |
| 65                                                   | Francesco Gavazzi (ITA)  | 84e        |
| 66                                                   | Andrey Kashechkin (KAZ)  | AB-3       |
| 67                                                   | Fredrik Kessiakoff (SWE) | AB-6       |
| 68                                                   | Alexey Lutsenko (KAZ)*   | AB-18      |
| 69                                                   | Dmitriy Muravyev (KAZ)   | 167e       |
| Directeurs sportifs : Dimitri Sedun, Dmitriy Fofonov |                          |            |

| FDJ.fr FDJ                                           | FDJ.fr FDJ                   | FDJ.fr FDJ |
| ---------------------------------------------------- | ---------------------------- | ---------- |
| Num                                                  | Coureur                      | Pos        |
| 71                                                   | Thibaut Pinot (FRA)*         | NP-16      |
| 72                                                   | William Bonnet (FRA)         | AB-18      |
| 73                                                   | Nacer Bouhanni (FRA)*        | AB-6       |
| 74                                                   | Pierrick Fédrigo (FRA)       | 59e        |
| 75                                                   | Murilo Fischer (BRA)         | 133e       |
| 76                                                   | Alexandre Geniez (FRA)*      | 44e        |
| 77                                                   | Arnold Jeannesson (FRA)      | 29e        |
| 78                                                   | Jérémy Roy (FRA)             | 126e       |
| 79                                                   | Arthur Vichot (FRA)* (Route) | 66e        |
| Directeurs sportifs : Thierry Bricaud, Franck Pineau |                              |            |

| AG2R La Mondiale ALM                                | AG2R La Mondiale ALM         | AG2R La Mondiale ALM |
| --------------------------------------------------- | ---------------------------- | -------------------- |
| Num                                                 | Coureur                      | Pos                  |
| 81                                                  | Jean-Christophe Péraud (FRA) | AB-17                |
| 82                                                  | Romain Bardet (FRA)*         | 15e                  |
| 83                                                  | Maxime Bouet (FRA)           | NP-6                 |
| 84                                                  | Samuel Dumoulin (FRA)        | 143e                 |
| 85                                                  | Hubert Dupont (FRA)          | 34e                  |
| 86                                                  | John Gadret (FRA)            | 22e                  |
| 87                                                  | Blel Kadri (FRA)             | 125e                 |
| 88                                                  | Sébastien Minard (FRA)       | 124e                 |
| 89                                                  | Christophe Riblon (FRA)      | 37e                  |
| Directeurs sportifs : Vincent Lavenu, Julien Jurdie |                              |                      |

| Saxo-Tinkoff TST                                       | Saxo-Tinkoff TST               | Saxo-Tinkoff TST |
| ------------------------------------------------------ | ------------------------------ | ---------------- |
| Num                                                    | Coureur                        | Pos              |
| 91                                                     | Alberto Contador (ESP)         | 4e               |
| 92                                                     | Daniele Bennati (ITA)          | 107e             |
| 93                                                     | Jesús Hernández Blázquez (ESP) | 43e              |
| 94                                                     | Roman Kreuziger (CZE)          | 5e               |
| 95                                                     | Benjamín Noval (ESP)           | AB-9             |
| 96                                                     | Sérgio Paulinho (POR)          | 136e             |
| 97                                                     | Nicolas Roche (IRL)            | 40e              |
| 98                                                     | Michael Rogers (AUS)           | 16e              |
| 99                                                     | Matteo Tosatto (ITA)           | 92e              |
| Directeurs sportifs : Philippe Mauduit, Fabrizio Guidi |                                |                  |

| Katusha KAT                                         | Katusha KAT                 | Katusha KAT |
| --------------------------------------------------- | --------------------------- | ----------- |
| Num                                                 | Coureur                     | Pos         |
| 101                                                 | Joaquim Rodríguez (ESP)     | 3e          |
| 102                                                 | Pavel Brutt (RUS)           | 110e        |
| 103                                                 | Alexander Kristoff (NOR)    | 147e        |
| 104                                                 | Aliaksandr Kuschynski (BLR) | 141e        |
| 105                                                 | Alberto Losada (ESP)        | 109e        |
| 106                                                 | Daniel Moreno (ESP)         | 17e         |
| 107                                                 | Gatis Smukulis (LAT) (Clm)  | 119e        |
| 108                                                 | Yury Trofimov (RUS)         | 51e         |
| 109                                                 | Eduard Vorganov (RUS)       | 48e         |
| Directeurs sportifs : Valerio Piva, Torsten Schmidt |                             |             |

| Euskaltel Euskadi EUS                                             | Euskaltel Euskadi EUS   | Euskaltel Euskadi EUS |
| ----------------------------------------------------------------- | ----------------------- | --------------------- |
| Num                                                               | Coureur                 | Pos                   |
| 111                                                               | Igor Antón (ESP)        | 23e                   |
| 112                                                               | Mikel Astarloza (ESP)   | 42e                   |
| 113                                                               | Gorka Izagirre (ESP)    | NP-17                 |
| 114                                                               | Ion Izagirre (ESP)*     | 69e                   |
| 115                                                               | Juan José Lobato (ESP)* | 165e                  |
| 116                                                               | Mikel Nieve (ESP)       | 12e                   |
| 117                                                               | Juan José Oroz (ESP)    | 78e                   |
| 118                                                               | Rubén Pérez (ESP)       | 139e                  |
| 119                                                               | Romain Sicard (FRA)*    | 122e                  |
| Directeurs sportifs : Álvaro González de Galdeano, Oscar Guerrero |                         |                       |

| Movistar MOV                                                 | Movistar MOV                     | Movistar MOV |
| ------------------------------------------------------------ | -------------------------------- | ------------ |
| Num                                                          | Coureur                          | Pos          |
| 121                                                          | Alejandro Valverde (ESP)         | 8e           |
| 122                                                          | Andrey Amador (CRC)              | 54e          |
| 123                                                          | Jonathan Castroviejo (ESP) (Clm) | 97e          |
| 124                                                          | Rui Costa (POR) (Clm)            | 27e          |
| 125                                                          | Imanol Erviti (ESP)              | 118e         |
| 126                                                          | José Iván Gutiérrez (ESP)        | AB-9         |
| 127                                                          | Rubén Plaza (ESP)                | 47e          |
| 128                                                          | Nairo Quintana (COL)*            | 2e           |
| 129                                                          | José Joaquín Rojas (ESP)         | 78e          |
| Directeurs sportifs : José Luis Arrieta, José Luis Jaimerena |                                  |              |

| Cofidis COF                                       | Cofidis COF                 | Cofidis COF |
| ------------------------------------------------- | --------------------------- | ----------- |
| Num                                               | Coureur                     | Pos         |
| 131                                               | Rein Taaramäe (EST) (Route) | 102e        |
| 132                                               | Yoann Bagot (FRA)           | AB-3        |
| 133                                               | Jérôme Coppel (FRA)         | 63e         |
| 134                                               | Egoitz García (ESP)         | 115e        |
| 135                                               | Christophe Le Mével (FRA)   | AB-19       |
| 136                                               | Guillaume Levarlet (FRA)    | 61e         |
| 137                                               | Luis Ángel Maté (ESP)       | 88e         |
| 138                                               | Rudy Molard (FRA)*          | 73e         |
| 139                                               | Daniel Navarro (ESP)        | 9e          |
| Directeurs sportifs : Didier Rous, Alain Deloeuil |                             |             |

| Lampre-Merida LAM                                 | Lampre-Merida LAM        | Lampre-Merida LAM |
| ------------------------------------------------- | ------------------------ | ----------------- |
| Num                                               | Coureur                  | Pos               |
| 141                                               | Damiano Cunego (ITA)     | 55e               |
| 142                                               | Matteo Bono (ITA)        | AB-8              |
| 143                                               | Davide Cimolai (ITA)*    | 137e              |
| 144                                               | Elia Favilli (ITA)*      | 128e              |
| 145                                               | Roberto Ferrari (ITA)    | 157e              |
| 146                                               | Adriano Malori (ITA)*    | AB-7              |
| 147                                               | Manuele Mori (ITA)       | 76e               |
| 148                                               | Przemysław Niemiec (POL) | 57e               |
| 149                                               | José Serpa (COL)         | 21e               |
| Directeurs sportifs : Orlando Maini, Bruno Vicino |                          |                   |

| Omega Pharma-Quick Step (Clm par équipes) OPQ          | Omega Pharma-Quick Step (Clm par équipes) OPQ | Omega Pharma-Quick Step (Clm par équipes) OPQ |
| ------------------------------------------------------ | --------------------------------------------- | --------------------------------------------- |
| Num                                                    | Coureur                                       | Pos                                           |
| 151                                                    | Mark Cavendish (GBR) (Route)                  | 148e                                          |
| 152                                                    | Sylvain Chavanel (FRA) (Clm)                  | 31e                                           |
| 153                                                    | Michał Kwiatkowski (POL)* (Route)             | 11e                                           |
| 154                                                    | Tony Martin (GER) (Clm) (Clm)                 | 106e                                          |
| 155                                                    | Jérôme Pineau (FRA)                           | 159e                                          |
| 156                                                    | Gert Steegmans (BEL)                          | 153e                                          |
| 157                                                    | Niki Terpstra (NED)                           | 149e                                          |
| 158                                                    | Matteo Trentin (ITA)*                         | 142e                                          |
| 159                                                    | Peter Velits (SVK) (Clm)                      | 25e                                           |
| Directeurs sportifs : Wilfried Peeters, Davide Bramati |                                               |                                               |

| Belkin BEL                                          | Belkin BEL                 | Belkin BEL |
| --------------------------------------------------- | -------------------------- | ---------- |
| Num                                                 | Coureur                    | Pos        |
| 161                                                 | Lars Boom (NED)            | 105e       |
| 162                                                 | Robert Gesink (NED)        | 26e        |
| 163                                                 | Tom Leezer (NED)           | 150e       |
| 164                                                 | Bauke Mollema (NED)        | 6e         |
| 165                                                 | Lars Petter Nordhaug (NOR) | 50e        |
| 166                                                 | Bram Tankink (NED)         | 64e        |
| 167                                                 | Laurens ten Dam (NED)      | 13e        |
| 168                                                 | Sep Vanmarcke (BEL)*       | 131e       |
| 169                                                 | Maarten Wynants (BEL)      | 132e       |
| Directeurs sportifs : Nico Verhoeven, Frans Maassen |                            |            |

| Garmin-Sharp GRS                                         | Garmin-Sharp GRS            | Garmin-Sharp GRS |
| -------------------------------------------------------- | --------------------------- | ---------------- |
| Num                                                      | Coureur                     | Pos              |
| 171                                                      | Ryder Hesjedal (CAN)        | 70e              |
| 172                                                      | Jack Bauer (NZL)            | AB-19            |
| 173                                                      | Thomas Danielson (USA)      | 60e              |
| 174                                                      | Rohan Dennis (AUS)*         | NP-9             |
| 175                                                      | Daniel Martin (IRL)         | 33e              |
| 176                                                      | David Millar (GBR)          | 113e             |
| 177                                                      | Ramūnas Navardauskas (LTU)* | 120e             |
| 178                                                      | Andrew Talansky (USA)*      | 10e              |
| 179                                                      | Christian Vande Velde (USA) | AB-7             |
| Directeurs sportifs : Charles Wegelius, Bingen Fernández |                             |                  |

| Orica-GreenEDGE OGE                                | Orica-GreenEDGE OGE     | Orica-GreenEDGE OGE |
| -------------------------------------------------- | ----------------------- | ------------------- |
| Num                                                | Coureur                 | Pos                 |
| 181                                                | Simon Gerrans (AUS)     | 80e                 |
| 182                                                | Michael Albasini (SUI)  | 86e                 |
| 183                                                | Simon Clarke (AUS)      | 68e                 |
| 184                                                | Matthew Goss (AUS)      | 152e                |
| 185                                                | Daryl Impey (RSA) (Clm) | 74e                 |
| 186                                                | Brett Lancaster (AUS)   | 154e                |
| 187                                                | Cameron Meyer (AUS)*    | 130e                |
| 188                                                | Stuart O'Grady (AUS)    | 161e                |
| 189                                                | Svein Tuft (CAN)        | 169e                |
| Directeurs sportifs : Matthew White, Neil Stephens |                         |                     |

| Argos-Shimano ARG                                       | Argos-Shimano ARG         | Argos-Shimano ARG |
| ------------------------------------------------------- | ------------------------- | ----------------- |
| Num                                                     | Coureur                   | Pos               |
| 191                                                     | John Degenkolb (GER)*     | 121e              |
| 192                                                     | Roy Curvers (NED)         | 145e              |
| 193                                                     | Koen de Kort (NED)        | 138e              |
| 194                                                     | Tom Dumoulin (NED)*       | 41e               |
| 195                                                     | Johannes Fröhlinger (GER) | 146e              |
| 196                                                     | Simon Geschke (GER)       | 75e               |
| 197                                                     | Marcel Kittel (GER)*      | 166e              |
| 198                                                     | Albert Timmer (NED)       | 164e              |
| 199                                                     | Tom Veelers (NED)         | AB-19             |
| Directeurs sportifs : Christian Guiberteau, Rudie Kemna |                           |                   |

| Vacansoleil-DCM VCD                                                  | Vacansoleil-DCM VCD             | Vacansoleil-DCM VCD |
| -------------------------------------------------------------------- | ------------------------------- | ------------------- |
| Num                                                                  | Coureur                         | Pos                 |
| 201                                                                  | Wout Poels (NED)                | 28e                 |
| 202                                                                  | Kris Boeckmans (BEL)            | AB-19               |
| 203                                                                  | Thomas De Gendt (BEL)           | 96e                 |
| 204                                                                  | Juan Antonio Flecha (ESP)       | 93e                 |
| 205                                                                  | Johnny Hoogerland (NED) (Route) | 101e                |
| 206                                                                  | Sergueï Lagoutine (UZB)         | 83e                 |
| 207                                                                  | Boy van Poppel (NED)*           | 144e                |
| 208                                                                  | Danny van Poppel (NED)*         | NP-16               |
| 209                                                                  | Lieuwe Westra (NED) (Clm)       | AB-21               |
| Directeurs sportifs : Hilaire Van der Schueren, Jean-Paul van Poppel |                                 |                     |

| Sojasun SOJ                                           | Sojasun SOJ              | Sojasun SOJ |
| ----------------------------------------------------- | ------------------------ | ----------- |
| Num                                                   | Coureur                  | Pos         |
| 211                                                   | Brice Feillu (FRA)       | 104e        |
| 212                                                   | Anthony Delaplace (FRA)* | 89e         |
| 213                                                   | Julien El Fares (FRA)    | 81e         |
| 214                                                   | Jonathan Hivert (FRA)    | 151e        |
| 215                                                   | Cyril Lemoine (FRA)      | 112e        |
| 216                                                   | Jean-Marc Marino (FRA)   | 116e        |
| 217                                                   | Maxime Méderel (FRA)     | 52e         |
| 218                                                   | Julien Simon (FRA)       | 87e         |
| 219                                                   | Alexis Vuillermoz (FRA)* | 46e         |
| Directeurs sportifs : Nicolas Guillé, Lylian Lebreton |                          |             |